# 昭和天皇之死
日本第124代天皇裕仁於昭和64年（1989年）1月7日6时33分（日本時間）因十二指肠癌在东京皇居吹上御所駕崩，享壽87岁。死讯于当天早上7时55分由宫内厅公布。駕崩隔日，皇太子明仁繼位、同時改元平成，长达62年又13天的昭和时代宣告结束。大行天皇的谥号同月31日确定为“昭和天皇”。同年2月24日，昭和天皇的大喪之禮在东京举行，遗体于当天下午葬在東京都八王子市武藏野陵。

## 病情
1987年4月29日即天皇诞生日当天，裕仁在皇居丰明殿的祝寿午宴上突然感到身体不适，此后其身体状况显著衰退，病情更于当年9月份急剧恶化，甚至出现吐血症状。同年9月22日，裕仁在消化系统问题持续数月之后接受了胰脏手术，成为历代天皇中首次接受开腹手术者。同年12月，身体状况出现一定好转的裕仁重新投入公务，但其体重当时正急速下降。1988年7月20日，裕仁从原宿站侧部乘降场（皇室专用站台）乘專用列車前往那须御用邸疗养，同年8月13日搭乘政府专用直升机前往东京赤坂迎宾馆，两天后赴日本武道館出席当年的全国战殁者追悼式，这也是裕仁最后一次公开露面。此后，裕仁于9月8日结束疗养，再次返回东京，此时日本传媒界也受天皇的健康状况影响，弥漫着“X-day”（即天皇驾崩当天）将至的紧张气氛（详见下文“媒体报道”一节）。
1988年9月19日深夜到20日清晨，裕仁在吹上御所大量吐血，身体状况再次恶化，且因上消化道出血而需要不断输血，日本社会因此进入“自肃”状态，更有记者在皇居外长期守候，以应对所谓“X日”。内阁为应对天皇驾崩，也讨论了新年号的事宜，部分媒体也做出了非正式的报道。截至1988年12月，裕仁是日本在位时间最长的天皇及当时世界上在位时间最长的君主（在任时间最长国家元首的纪录后来由泰王普密蓬·阿杜德打破），同时也是最后存世的第二次世界大战领袖之一。当时作为天皇侍医之一的伊东贞三称，裕仁一度于1988年12月31日深夜停止呼吸，后经护士心肺复苏后恢复自主呼吸，日本也得以进入昭和64年。
1989年1月6日晚，皇室医务主干高木显（兼侍医长）一度回到他在代代木的家中。1月7日凌晨4时许，裕仁的血压突然大幅降低，陷入病危状态，高木显接到两名侍医的通知后离家赶往皇居，凌晨5时12分在警车护送下抵达，此后，时任宫内厅长官藤森昭一、皇太子明仁一家（包括德仁、文仁亲王、清子内亲王）、正仁亲王等皇室成员以及已脱离皇籍的裕仁之女鹰司和子、池田厚子、岛津贵子等人也先后抵达皇居，时任首相竹下登也在接到宫内厅紧急通知后从世田谷區代澤的私宅赶往吹上御所。
1989年1月7日6时33分，这位在位長達62年有余的天皇在吹上御所二层卧室內驾崩，享壽87岁。当天早晨7时55分，时任宫内厅长官藤森昭一在发布会上宣布了天皇驾崩的消息，称天皇的死因是十二指肠乳头周围癌症（腺癌），而宫内厅在公布天皇死讯前从未向外界透露天皇患癌一事。日本各大电视台同时发布了这一消息并启动特别报道，各大报章也在当天发布號外。

## 谥号

昭和天皇驾崩后，日本在国旗旗杆上方悬挂黑色丝带以示哀悼，称“弔旗”

天皇的驾崩标志着昭和时代的结束，皇太子明仁随即继承皇位，成为第125代天皇，1990年11月12日举办登基大典。1989年1月7日下午，内阁官房长官小渊惠三宣布新年号为“平成”，其举牌公布新年号的场景也被视为昭和改元号平成的象征。1989年1月8日，日本正式进入平成元年，驾崩后的天皇则称为“大行天皇”，直至1989年1月31日，谥号“昭和天皇”由眾議員海部俊樹正式公布。在天皇驾崩至葬礼举行的49天内，皇室举行了一系列治丧仪式（皇室称大喪儀）。

## 葬礼
1989年2月24日，即天皇驾崩之日起第49天，昭和天皇的遗体送至新宿御苑，葬礼中的神道教仪式“葬场殿之仪”和国家仪式“大丧之礼”即在新宿御苑举行。与62年前大正天皇的葬礼不同的是，昭和天皇的葬礼减少了神道教中神化天皇的仪式，官员也并未穿着军服出席。昭和天皇的葬礼是第一次在二战后举行的天皇葬礼，也是第一次在白天举行的天皇葬礼。昭和天皇的遗体置于三套棺椁中，陪葬品达一百余件，其中包括昭和天皇生前采集的贝类标本、生前爱用的显微镜以及一些书籍等。
昭和天皇葬礼当天，东京天气寒冷，且有持续降雨。

### 葬礼开端
昭和天皇葬礼当天的一系列仪式于早上7时30分在皇居开始，首个仪式为“敛葬当日殡宫祭之仪”。当天9时，昭和天皇的灵柩正式送上灵车（仪式称“轜車發引之儀”）。

### 出殡
9时35分，运载昭和天皇遗体的灵车从皇居宫殿东庭出发前往新宿御苑，护送车辆包括30辆轿车和30辆邊車，车队长800公尺。灵车出发前，宫内厅乐部演奏雅乐《宗明乐》，陆上自卫队鸣放禮炮與行鸣枪礼以示哀悼。在送葬车队经过的道路两侧，自卫队音乐队持续演奏弗兰兹·埃克特为英照皇太后创作的哀乐《哀之极》，同时有3萬名警察把守着送葬车队沿线，以防可能的恐怖袭击。
送葬车队沿途经过日本的政治中枢國會議事堂、昭和天皇曾宣布开幕的1964年夏季奥林匹克运动会主会场國立霞丘陸上競技場等地。

### 新宿御苑的仪式
灵车行驶40分钟后到达新宿御苑。新宿御苑内为此建设了一座葬场殿（礼堂），將出席葬礼的宾客安排在葬礼礼堂外的两个白色帐篷内坐下。由于气温较低，多数宾客在持续3小时的仪式上使用懷爐和毛毯保暖。

#### 灵辇护送
送葬车队到达新宿御苑后，昭和天皇的遗体转移至葱華辇（装饰有蔥亞科植物花序图案的轿）内，51名身着灰色长袍的皇宫护卫官将灵辇抬至葬场殿，同时有乐师演奏雅乐。灵辇之后有一名持一双白鞋（御插鞋）的侍从。天皇明仁和皇后美智子及皇族其他成员在灵辇护送人员后方跟随。
送葬队伍通过鳥居后进入葬场殿。

#### 葬场殿之仪
在葬场殿内的神道仪式称“葬场殿之仪”，其后是“大丧之礼”。
送葬队伍进入葬场殿后，葬场殿之仪即告开始，会场的黑色幔门关闭。侍卫们为昭和天皇奉上食物和丝绸等祭品，並恭讀祭文，明仁随即宣读悼词。

#### 大丧之礼
葬场殿内的仪式结束后，时任内阁官房长官小渊惠三宣布大丧之礼开始。正午时分，全场默哀一分钟。其后由时任内阁总理大臣（首相）竹下登致悼词。出席葬礼的外国代表向昭和天皇最后致意，其中一部分人稍作鞠躬或只是低头。

### 陵所之仪

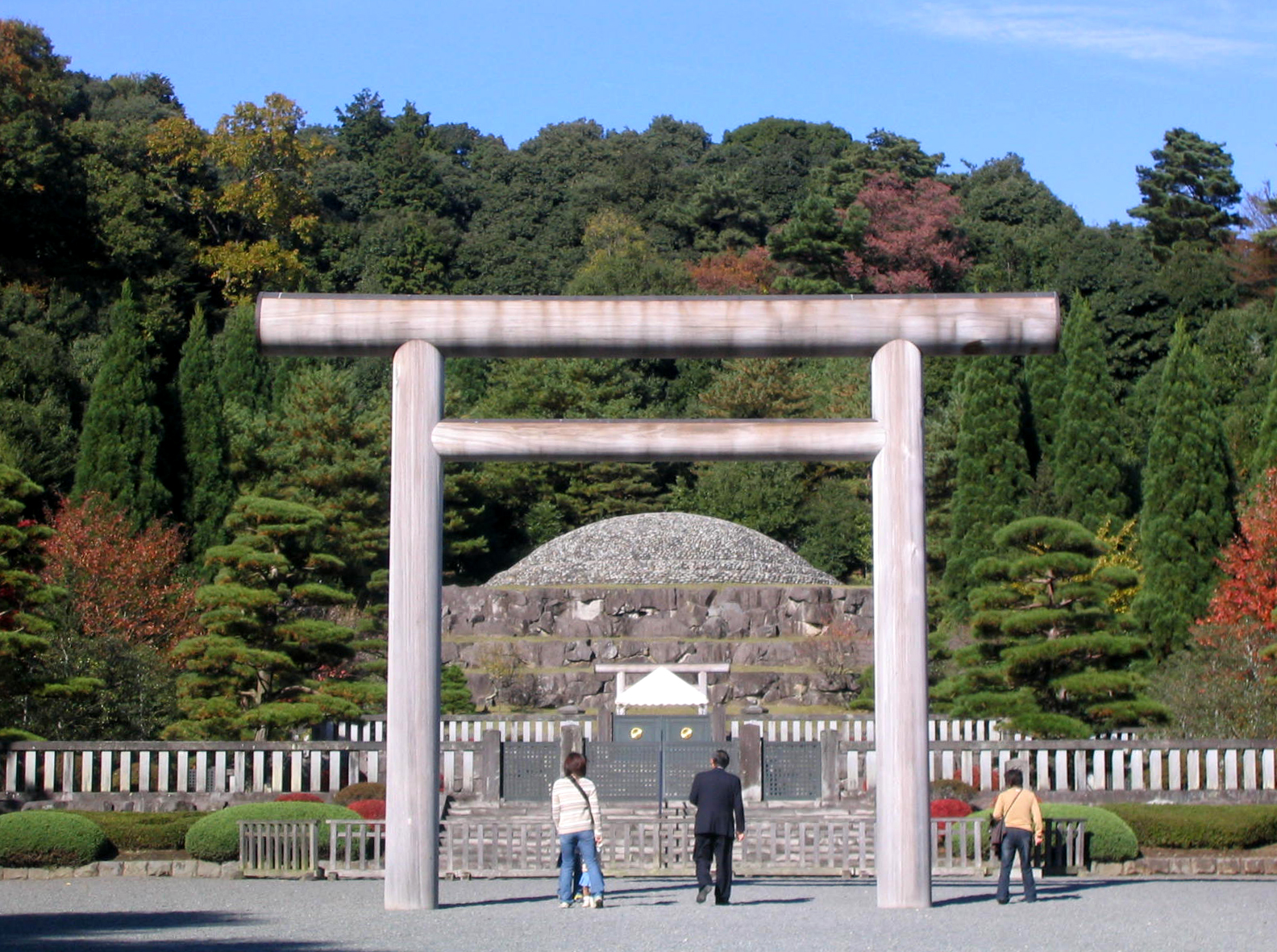
武藏陵區内的昭和天皇陵寝

大丧之礼于当天下午1时40分结束，昭和天皇的送葬车队经由四谷四丁目、新宿三丁目、新宿四丁目、首都高速道路4号新宿线初台出入口、中央自動車道八王子交流道前往武藏陵区。下午3时15分，灵车到达武藏陵墓地，昭和天皇的遗体在长达数小时的“陵所之仪”后安葬，仪式于当晚结束。葬礼当天，日本各地降半旗或吊旗以示哀悼。各大广播电视台（除NHK教育頻道和NHK廣播第2頻率外）均对葬礼进行特别报道。

## 出席葬礼人员

### 官方
送葬车队沿线的目击者有20万人。官方邀请参加昭和天皇葬礼的客人有一万人，包括来自163个国家和27个国际组织的外宾，其中有55名国家元首、14名皇室成员、11名总理、19名副职首脑及其他官员，这使得东京不得不采取高级别的安全措施。出于对要人安全及极端左翼人士可能破坏的担忧，主办昭和天皇葬礼的相关部门裁减了历代天皇葬礼中的部分传统环节。日本方面也破例将老布什安排在前排。
昭和天皇的遗孀良子皇太后则因背部和腿部疾病，未能出席其先夫的葬礼。日本官员称昭和天皇的葬礼是当代规模大的葬礼，多国领导人的出席意味着外界对日本经济崛起的认可。昭和天皇葬礼也被视为日本社会与军国主义历史的诀别。

### 外国宾客
共计164个国家、欧共体及27个国际组织派代表出席了昭和天皇的葬礼。包括︰
- 西班牙国王胡安·卡洛斯一世
- 瑞典国王卡尔十六世·古斯塔夫
- 比利时国王博杜安
- 国王陶法阿豪·圖普四世
- 约旦国王侯赛因·本·塔拉勒
- 文莱苏丹哈桑纳尔·博尔基亚
- 不丹国王吉格梅·辛格·旺楚克
- 盧森堡大公让
- 联合国秘书长哈维尔·佩雷斯·德奎利亚尔
- 美国总统乔治·赫伯特·沃克·布什
- 法国总统弗朗索瓦·密特朗
- 菲律宾总统柯拉蓉·艾奎諾
- 扎伊尔总统蒙博托·塞塞·塞科[14]
- 印尼总统蘇哈托
- 丹麦亨里克亲王
- 英国菲利普亲王
- 泰國王储玛哈·哇集拉隆功
- 中华人民共和国外交部长钱其琛（国家主席杨尚昆所派特使）等。

## 特赦
日本政府在天皇葬礼前特赦了3萬名轻罪者，并恢复了1100万名犯罪人员的政治权利并释放。

## 各界反应

### 民众自肃
1988年9月起，由于天皇病重，日本社会开始“自肃”，即停止公共娱乐活动或缩减娱乐活动的规模，婚礼等个人行为也受到波及。
中日龍队在职业棒球联赛夺冠后将“祝胜会”改称“慰劳会”，未举办庆祝啤酒会，埼玉西武獅夺冠后也没有举办啤酒会，直至日本大賽夺冠后才举办啤酒祝捷会。
在京都举办的第43回国民体育大会也取消了烟火，当年的明治神宫野球大会、自卫队观阅式、自卫队音乐节停办。
各国駐日大使馆及駐日美軍基地也停办了部分活动，或是缩减了活动规模。百貨公司更换了陈列品，各神社也临时停办了节庆活动或将活动规模缩小。一些称为“XX节”的商业活动因天皇病重而停办或更名。学校的文化节、运动会等活动也同时停办。
一些广告也在天皇病重期间停播，如井上陽水代言的日产风度广告中广告词（大家還好嗎？）因“（Mina-san 大家）”的发音近似于“（Miya-san 陛下）”，有失礼之嫌而停播，其后转而播出问候语被消音处理后的版本。
天皇病重期间，一些綜藝節目停播，甚至有人担心当年的第39届NHK红白歌合战能否举行，但最终仍如期举办，本届红白歌会也成为昭和时代的最后一届红白歌会。
1988年圣诞节聚会、忘年会及1989年新年会因天皇病危而停办，当年的賀年卡上也没有使用「賀」、「寿」、（祝贺）等贺词，而是改用「謹迎新年」、「清嘉新春」等，但由于日本社会担心天皇可能在新年之前驾崩、昭和64年可能不会到来，1988年圣诞节前后仍然有大量贺卡滞销，标有“昭和64年”的日历也有部分下架。当年圣诞节期间，各大商店亦未同往年一样播放《铃儿响叮当》等圣诞歌曲。
这些自发停止的行为使得“自肃”成为1988年日本的流行語。

### 服丧
天皇驾崩当天，日本政府决定1月7日及其后的6天内为各自治地方的哀悼期，2天内为民间哀悼期，内阁呼吁控制公共娱乐活动。NHK部分电视剧因此停播一周，如晨间剧《小纯的加油歌》，電視廣告亦在天皇驾崩后大规模停播。类似的临时停播情况亦发生于1995年阪神大地震期间和2011年日本东北地方太平洋近海地震期间。
日本各大电视台在天皇驾崩起的两天内持续播出特别新闻报道，但NHK教育频道和NHK BS1除外。
由于昭和天皇在1989年初驾崩，当年大相撲首场比赛延期至1月9日举行。原定于1月7日举行的1988年度（第68届）全国高等学校橄榄球大会决赛取消，结果出现了大阪工业大学高等学校和茨城县茗溪学园高等学校这两支进入决赛的球队双双夺冠的局面。当年的全國高等學校足球選手權大會也延期两天。1989年1月8日的广播体操也因天皇驾崩而中止。
当年1月7日至8日的文艺演出亦因此中止或延期举行，也改变了内容。部分企业、商店或休闲场所停业，同时停止了内部广播。1月15日举办的成人仪式也改用素色布置。同年2月24日即天皇葬礼当天，企业、商店或休闲场所再次歇业，“自肃”直至天皇葬礼后才結束。

### 媒体报道
1980年代，尤其是1987年天皇接受手术后，日本各大媒体均开始为应对天皇驾崩而准备，手稿、印刷稿及电视报道的计划都在秘密进行。当时的传媒业者私下里将天皇驾崩之日称为“X日”（引申自“D日”这一军事术语），即不知何时发生但必然发生事件的发生之日。
1988年9月19日天皇吐血后，各大电视台开始持续报道天皇病情。为应对不测事态，日本放送協會（NHK）实行通宵播出，病情变化时也会采取特别报道，天皇的血压、脉搏等数据也定时以字幕形式显示，一些人气较高的节目甚至因此停播。当年9月，相关人士已证实天皇患癌，但未告知宫内厅、侍医团及天皇，具体疾病直至天皇驾崩后才公之于众。自1988年9月起，为应对所谓的“X日”，近千名记者驻扎在皇居外，同时有多辆电视转播车、机动发电机停靠在院内，然而在天皇驾崩前，皇居透露的消息并不多。

#### 1月7日及8日的媒体报道

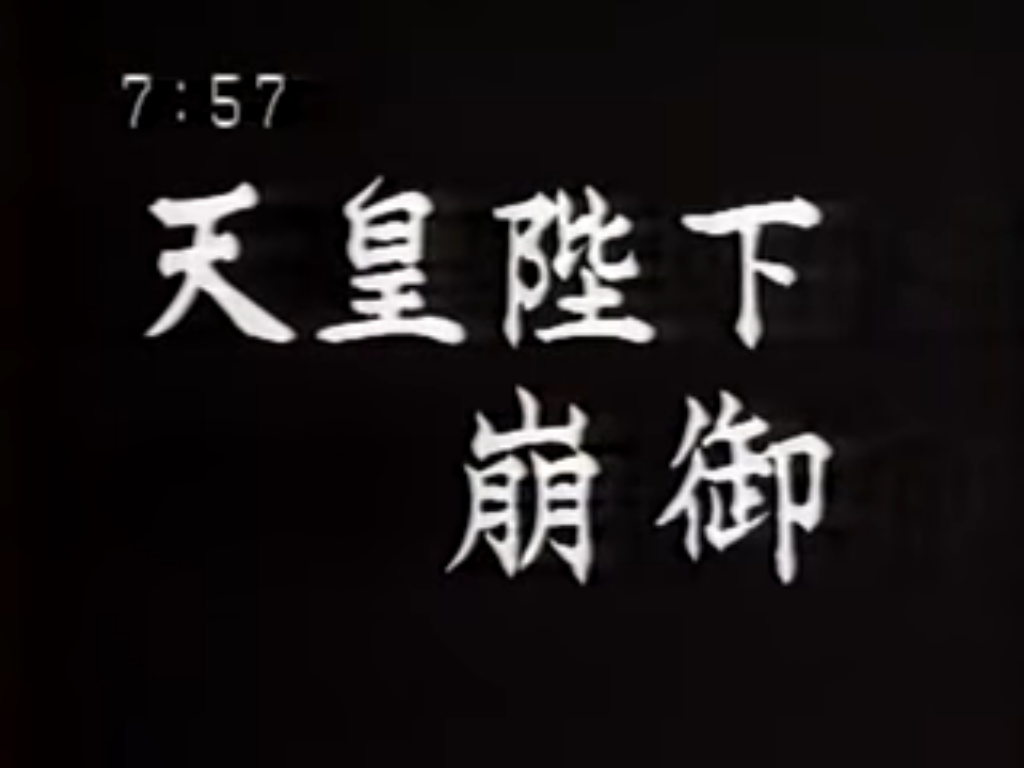
NHK於1989年1月7日7時57分播出字卡，內容為「天皇陛下崩御」，正式向外界宣布裕仁天皇駕崩的消息

NHK于1989年1月7日凌晨5时24分在NHK綜合頻道、NHK廣播第1頻率和NHK-FM頻率发布病重报道（容体深刻報道），彼时皇族成员已经前往吹上御所。6时35分（当时天皇实际上已经驾崩），宫内厅次长宫尾盘与内阁官房长官小渊惠三同时宣布天皇于当天凌晨4时许病危，NHK随即于6时36分18秒播出“临时新闻”片头（配有突发事件提示音），开始全频道报道天皇病危一事，由NHK主播斋藤季夫主持。7时55分，宫内厅长官藤森昭一与内阁官房长官小渊惠三同时宣布天皇已经驾崩，NHK播出配有突发事件提示音的黑底白字「天皇陛下崩御」字卡，随后斋藤季夫向观众宣布天皇病逝的消息，天皇驾崩特别报道持续至当天上午10时。当天下午2时34分30秒至2时59分播出的“新年号发表”特别节目也在NHK所有频道播出。1月7日当天，以教育节目为主的NHK教育频道和NHK广播第2频率除部分教育、文化节目外，全部改为播出昭和天皇駕崩相关报道。
1月8日凌晨0时5分40秒，NHK广播第一频率及NHK-FM播出了NHK在平成改元后的第一条新闻。
自1月7日6时35分，宫内厅次长宣布天皇病危之时起，NHK和各大民间放送均进行特别报道，播出昭和史回顾、天皇生平等特辑，两天内没有播出任何广告。特别报道重复使用“激动的昭和”这一表述，这一说法后来成为形容昭和时代的固定说法。皇居二重桥和各大钟楼均成为报道年号变更的重要外景地。
由于除NHK教育频道外的电视台均持续报道天皇驾崩一事且正常节目大多停播，日本各大影碟出租店的顾客在当年1月7日起剧增，销售额上涨至平时的4至5倍，NHK在1月7日当天也接到数千个要求“看天皇以外的节目”的抗议电话。
报纸方面，1月7日的早报内容仍为新闻及正常的电视节目表，但号外和晚报均在头条以最大号活字标明「天皇陛下崩御」（冲绳各大报章则因民间盛行的反天皇情绪而改用“逝去”代替“崩御”），而电视节目表一栏除NHK教育频道外均为空白。另外1月7日《每日新闻》晚报率先报道了新年号为“平成”的消息，一雪63年前“光文事件”之耻（1926年大正天皇去世后，《每日新闻》的前身《东京日日新闻》抢先误报新年号为“光文”，但最终使用的是“昭和”）。

### 殉死者
昭和天皇驾崩后有多人殉死，其中仅1月7日当天，和歌山县一名87岁男性和茨城縣一名76岁的原大日本帝國海軍少尉相继自殺，同月12日，福冈县一名38岁男子亦切腹自尽。

### 争议
裕仁1988年9月病危入院后，日本社会持续关注其病情，同时也触发了社会对裕仁战争责任的记忆。1988年9月21日，英国《太阳报》在报道裕仁病危的消息时使用了“地狱正恭候这位万恶的天皇”这一标题，这一报道称“在裕仁行将就木的时候，有两点让人感到悲哀：一是他居然能得享天年，二是他直到死去那天也不会因战争责任得到应有的惩罚”，英国另一小报《每日星报》则将一名二战老兵针对裕仁的表态“让这个混蛋去死吧”作为裕仁病重报道的标题，并称裕仁是比阿道夫·希特勒还要残酷的屠夫，这些报道导致日本外務省向英國駐日大使館提出抗议。
日本的部分基督徒、宪政学者和反对派政治家将昭和天皇葬礼的规模斥为神化天皇时代回归的表现，并称葬礼中安排神道教仪式的行为违反了战后日本政教分离的原则。一些反对天皇制的人士也发起了示威。这些人使用的口号包括“反对强行制造肃穆气氛”、“不准逃脱战争责任，美化昭和”等。
由于战时日本政教合一对军国主义的重要作用，葬礼期间的神道教仪式招致了对政府违反政教分离原则的批评。一些反对派人士因此抵制了这些神道教仪式。在送葬车队行进时，一男子在车队接近时进入道路中央，随即被警察带走。下午1时54分，位于东京都調布市深大寺南町1丁目的中央自動車道护坡发生爆炸事件，导致土石抛落至路面，这些土石随即被赶赴现场的机动队清除，昭和天皇灵车也得以安全通过。当天警察逮捕了四人，其中两人试图阻止送葬车队的前行。

## 延伸阅读
- 高木 顕. . 全国朝日放送. 1991. ISBN 9784881311707 （日语）.